# Nicolas Delacroix
Pour les articles homonymes, voir Delacroix.
Nicolas Delacroix est un homme politique français né le 11 décembre 1785 à Montblainville (Meuse) et mort le 7 juillet 1843 à Valence (Drôme).

## Biographie
Nicolas Delacroix naît le 11 décembre 1785 à Montblainville, en Lorraine. Il est le fils de Nicolas Delacroix et de Barbe Cordonnier. 
À peine sorti du lycée de Verdun, il est nommé au mois d’août 1802 à la sous-préfecture de Nyons, sur proposition du conventionnel Phillipe-Laurent Pons. Il y devint chef de division en 1810, puis passa à la préfecture de la Drôme. Député de la Drôme pendant les Cent-Jours, il acheta ensuite l'étude de notaire de Loriol, qu'il abandonna en 1819 pour s'établir avoué à Valence, état qui lui dégageait le temps nécessaire à sa nouvelle passion : la rédaction d'une statistique complète du département de la Drôme. 
Conseiller municipal de Valence en 1821, il est maire de Valence en 1830 et conseiller général. Son essai sur le département de la Drôme est couronné du prix Montyon de Statistiques en 1835, et lui vaut sa nomination comme membre correspondant de l'Académie des sciences morales et politiques. 
Il est député de la Drôme de 1839 à 1843, siégeant dans la majorité soutenant les gouvernements de la monarchie de Juillet. Il meurt le 7 juillet 1843 à Valence.

## Distinctions
- Chevalier de la Légion d'honneur (30 avril 1831)[4]